# 飆速引擎
飆速引擎，是日本現役純種競賽馬匹。目前主要勝場次有麒麟錦標及東京打吡。

## 出賽前
2021年4月4日出生於北海道新冠町North Hills，所有權歸於牧場負責人前田幸治旗下。
其後交由栗東訓練中心練馬師佐佐木晶三訓練。

## 競賽生涯

### 2歲
2023年7月1日出戰中京競馬場2歲新馬戰，比賽初段維持於尾二的位置下，在直路大幅抽出外檔望空，最終轟出不俗末腳速度下超越所有對手取得首勝。
3個月後出戰四照花賞，採用居中戰術下在最後彎道稍為移出外檔，於直路上以望空的狀態直迫前方賽駒，但仍然未能在最後一步將里見鳳凰及Nasty Weather趕過，最終以第三落敗。
11月11日出戰酢漿草賞，再度採用居中的方式展開賽事，然而於直路上未有任何衝勢，最終以第九大敗。
年末以寒椿賞作為目標，比賽初段處於隊伍較後位置下在最後彎道開始徐徐上前，於直路初段進佔有利位置下繼續加速衝刺，最終以1馬位優勢戰勝對手取得勝利。

### 3歲
2024年首戰為風信子錦標，本次比賽保持於隊伍後方位置等待時機，於直路時抽出大外檔望空，最終不斷衝刺不但超越前方的賽駒，甚至以3馬位的優勢取得勝利。
4月27日出戰三級賽麒麟錦標，比賽初段進佔中團位置，在第三彎道時開始發力上前。進入直路後，其繼續以過彎時的走勢加速衝刺，最終成功壓制前方對手下以2 1/2馬位優勢取得首個分級賽冠軍。
其後出戰上半年最大目標東京打吡，賽前因為優秀的戰績取得第一人氣。比賽開始後，前方由Ammothyella及里見史詩領放，飆速引擎則選擇於第三的位置緊隨對手的步伐前進。進入直路後，前方兩匹賽駒開始加速之時，其亦在外檔位置進入衝刺姿態，快速和對手平排下隨即超越對手進入獨走狀態，最終拉開後方6馬位取得首個一級賽冠軍。
休養過後在秋季直走泥地經典三冠尾關日本泥地經典賽，賽前僅次於肯塔基打吡季軍青春永駐取得第二人氣。比賽開始後，其選擇於中團位置展開推進，於第三、四彎道時開始發力上前並抽出外檔。進入直路後，其嘗試繼續衝刺給予前方賽駒壓力，但提早加速導致乏力下未能壓制青春永駐、Mikki Fight及旭日和國，以第四的戰績完賽。
完成日本泥地經典賽後原定以12月上旬的日本冠軍盃作為下一個目標，但於右前腳挫傷下退賽避戰，但康復進度良好下，於年末出戰東京大賞典，比賽初段仍然保持於中後方位置推進，進入對面直路後在內欄位置逐步加速上前。進入直路後，其仍然在內欄位置展開加速衝刺，但一直被青春永駐壓制下亦無法抵擋外檔盈寶威神的衝勢，最終以第三落敗。

### 4歲
2025年首戰即為遠征沙特阿拉伯的沙特盃，比賽初段選擇在外疊的中團位置推進，一直維持均速的節奏前進。進入直路後，其繼續沿着外檔的位置展開衝刺，但未能縮窄和前往距離下以第六落敗。
其後前往阿聯酋出戰杜拜世界盃，本次比賽出閘後隨即選擇墮後，保持在尾二的位置推進，但於直路上未能順利提速，最終以第九完賽。
回國後以帝王賞作為目標，比賽初段在中檔保持在約莫中團靠前位置，在對面直路進入彎道附近開始提速。進入直路後，其嘗試加速迫近前方的賽駒，但未有太大反應下一直以均速保持在所在位置，最終僅跑獲第六的戰績。

### 詳細賽績
| 日期       | 舉辦國家   | 馬場     | 距離   | 級別 | 賽事名稱       | 負重 | 騎師     | 馬號 | 出馬 | 名次 | 時間     | 頭馬（二馬）     |
| ---------- | ---------- | -------- | ------ | ---- | -------------- | ---- | -------- | ---- | ---- | ---- | -------- | ---------------- |
| 1/7/2023   | 日本       | 中京     | 泥1400 |      | 2歲新馬        | 55   | 北村宏司 | 6    | 10   | 1    | 1:25.4   | （Neuer Held）   |
| 30/9/2023  | 日本       | 阪神     | 泥1400 |      | 四照花賞       | 55   | 川田將雅 | 4    | 9    | 3    | 1:25.8   | 里見鳳凰         |
| 11/11/2023 | 日本       | 東京     | 泥1400 |      | 酢漿草賞       | 56   | 莫雷拉   | 8    | 16   | 9    | 1:26.1   | Nova Express     |
| 17/12/2023 | 日本       | 中京     | 泥1400 |      | 寒椿賞         | 56   | 三浦皇成 | 10   | 11   | 1    | 1:26.0   | （Unquenchable） |
| 18/2/2024  | 日本       | 東京     | 泥1600 | L    | 風信子錦標     | 57   | 三浦皇成 | 1    | 11   | 1    | 1:36.3   | （Unquenchable） |
| 27/4/2024  | 日本       | 京都     | 泥1900 | GIII | 麒麟錦標       | 57   | 三浦皇成 | 5    | 16   | 1    | 1:58.6   | （里見史詩）     |
| 5/6/2024   | 日本       | 大井     | 泥2000 | JpnI | 東京打吡       | 57   | 三浦皇成 | 14   | 16   | 1    | 2:06.6   | （里見史詩）     |
| 2/10/2024  | 日本       | 大井     | 泥2000 | JpnI | 日本泥地經典賽 | 57   | 三浦皇成 | 4    | 15   | 4    | 2:05.5   | 青春永駐         |
| 29/12/2024 | 日本       | 大井     | 泥2000 | GI   | 東京大賞典     | 56   | 三浦皇成 | 3    | 10   | 3    | 2:05.2   | 青春永駐         |
| 22/2/2025  | 沙特阿拉伯 | 安都拉茲 | 泥1800 | GI   | 沙特盃         | 57   | 三浦皇成 | 14   | 7    | 6    | 記錄缺失 | 青春永駐         |
| 5/4/2025   | 阿聯酋     | 美丹     | 泥2000 | GI   | 杜拜世界盃     | 57   | 三浦皇成 | 11   | 7    | 9    | 記錄缺失 | 大熱劇目         |
| 2/7/2025   | 日本       | 大井     | 泥2000 | JpnI | 帝王賞         | 57   | 三浦皇成 | 6    | 13   | 6    | 2:04.4   | Mikki Fight      |

## 血統簡介
父系Majestic Warrior為美國賽駒，生涯戰績優秀，曾勝出一級賽美國希望錦標。祖父A.P. Indy爲美國賽駒，生涯戰績優秀，曾勝出貝蒙錦標、育馬者盃經典大賽、聖雅尼塔打吡及荷李活未來錦標四項一級賽，退役後配種成績亦非常優秀。
母系Nefertiti為日本賽駒，生涯僅勝出未勝利戰。外祖父黃金魅力爲日本賽駒，生涯活躍於泥地賽事，曾獲得二月錦標冠軍，其子嗣亦於泥地賽事大放異彩。

### 血統表
| 父線：西雅圖迴旋系（勇者帝王系）                                                     |                                |                  |                 |
| 種馬 Majestic Warrior 2005年（棗色）                                                 | A.P. Indy 1989年（深棗色）     | 西雅圖迴旋       | Bold Reasoning  |
| 種馬 Majestic Warrior 2005年（棗色）                                                 | A.P. Indy 1989年（深棗色）     | 西雅圖迴旋       | My Charmer      |
| 種馬 Majestic Warrior 2005年（棗色）                                                 | A.P. Indy 1989年（深棗色）     | Weekend Surprise | 秘書處          |
| 種馬 Majestic Warrior 2005年（棗色）                                                 | A.P. Indy 1989年（深棗色）     | Weekend Surprise | Lassie Dear     |
| 種馬 Majestic Warrior 2005年（棗色）                                                 | Dream Supreme 1997年（深棗色） | Seeking the Gold | 淘金者          |
| 種馬 Majestic Warrior 2005年（棗色）                                                 | Dream Supreme 1997年（深棗色） | Seeking the Gold | Con Game        |
| 種馬 Majestic Warrior 2005年（棗色）                                                 | Dream Supreme 1997年（深棗色） | Spinning Round   | Dixieland Band  |
| 種馬 Majestic Warrior 2005年（棗色）                                                 | Dream Supreme 1997年（深棗色） | Spinning Round   | Take Heart      |
| 繁殖雌馬 Nefertiti 2013年（灰色）                                                    | 黃金魅力 1999年（栗色）        | 週日寧靜         | Halo            |
| 繁殖雌馬 Nefertiti 2013年（灰色）                                                    | 黃金魅力 1999年（栗色）        | 週日寧靜         | Wishing Well    |
| 繁殖雌馬 Nefertiti 2013年（灰色）                                                    | 黃金魅力 1999年（栗色）        | Nikiya           | 雷利耶夫        |
| 繁殖雌馬 Nefertiti 2013年（灰色）                                                    | 黃金魅力 1999年（栗色）        | Nikiya           | Reluctant Guest |
| 繁殖雌馬 Nefertiti 2013年（灰色）                                                    | La Verita 2006年（灰色）       | Unbridled's Song | Unbridled       |
| 繁殖雌馬 Nefertiti 2013年（灰色）                                                    | La Verita 2006年（灰色）       | Unbridled's Song | Trolley Song    |
| 繁殖雌馬 Nefertiti 2013年（灰色）                                                    | La Verita 2006年（灰色）       | Go Glassic       | Gone West       |
| 繁殖雌馬 Nefertiti 2013年（灰色）                                                    | La Verita 2006年（灰色）       | Go Glassic       | Seattle Classic |
| 雌系：No Class系（號族：23-b）                                                       |                                |                  |                 |
| 五代內近親交配：西雅圖迴旋 3×5、秘書處 4×5、淘金者 4×5、Buckpasser 5×5、北地舞人 5×5 |                                |                  |                 |

## 命名由來
名字Ramjet（ラムジェット）意思為衝壓引擎，香港採用意譯，翻譯為「飆速引擎」。

## 外部連結
- 飆速引擎 netkeiba.com
- 血統表